# التبرع بالأعضاء الإسرائيلي العربي
اختارت بعض عائلات اليهود والعرب- الذين قُتلوا في الصراع العربي الإسرائيلي- التبرع بالأعضاء لزراعتها لدى المرضى من "الجانب الآخر". من الأمثلة على ذلك يوني جيسنر، طالب يبلغ من العمر 19 عامًا في يشيفات هار عتصيون في جوش عتصيون، وأحمد الخطيب، وهو صبي فلسطيني تم إطلاق النار عليه من قبل جنود الجيش الإسرائيلي؛ بعدما ظنوا خطأ أن مسدسه اللعبة هو مسدس حقيقي.
وقد تم الإشادة بكرم العائلات المستعدة للتبرع بأعضاء أحبائها في مثل هذه الظروف. أصبحت قصتهم أيضًا موضوعًا لبرنامج الإذاعات العالمية لهيئة الإذاعة البريطانية الحائز على جائزة القلب والروح، في 2007
وفقا لدراسة أجريت في 2004، فإن "معدل التبرع بالأعضاء بين العرب واليهود في إسرائيل يتناسب مع تمثيلهم في عموم السكان"، والسبب الرئيسي للتبرع بالأعضاء هو الإيثار؛ الذي يتجاوز حدود الدين والمجموعات العرقية.

## تبرعات أخرى بالأعضاء
عمليات زرع الأعضاء التي يكون فيها المتلقي فلسطينيًا والمتبرع إسرائيليًا، أو العكس بالعكس، ليست أمرًا غير معتاد في مركز هداسا الطبي. في إحدى الحالات، تلقى فلسطيني- عمره 41 عاما من بيت لحم- كلية إسرائيلي عمره 38 عاما توفي بسبب سكتة دماغية. وعندما لم يتم العثور على مرشح مناسب في السجل الإسرائيلي، اتصل المركز الوطني الإسرائيلي لزراعة الأعضاء بالسلطة الفلسطينية. لم تتحدث العائلة الإسرائيلية إلى وسائل الإعلام، لكنها قالت إنها تشعر بالفخر للمشاركة في "خلق فسيفساء السلام".
قُتل مازن الجولاني، 33 عاما، صيدلي، رمياً بالرصاص أمام مقهى القدس في 2001. وافقت عائلته على إجراء عملية زرع قلب لمريض يهودي إسرائيلي. قالت الشرطة الإسرائيلية إنها تظن أن الجولاني قُتل على يد فلسطيني آخر،الفرضية التي تنفيها عائلته.
في 2010، تبرعت عائلة فلسطينية من القدس الشرقية بأعضاء طفلها ذو الثلاث سنوات؛ والذي توفي في حادث منزلي. وكان المستفيدون من اليهود الإسرائيليين.